# Indian Wells Open 2021 - Qualificazioni singolare femminile
Le qualificazioni del singolare femminile dell'Indian Wells Open 2021 sono state un torneo di tennis preliminare per accedere alla fase finale della manifestazione. Le vincitrici dell'ultimo turno sono entrate di diritto nel tabellone principale. In caso di ritiro di una o più giocatrici aventi diritto a giocare nel tabellone principale, a queste sono subentrate le lucky loser, ossia le giocatrici che hanno perso nell'ultimo turno ma che avevano una classifica più alta rispetto alle altre partecipanti che avevano comunque perso nel turno finale.

## Teste di serie
1. Jasmine Paolini (ultimo turno,lucky loser)
2. Martina Trevisan (qualificata)
3. Elena-Gabriela Ruse (qualificata)
4. Astra Sharma (qualificata)
5. Magdalena Fręch (qualificata)
6. Zarina Diyas (qualificata)
7. Kristína Kučová (ultimo turno)
8. Viktoriya Tomova (primo turno)
9. Beatriz Haddad Maia (ultimo round)
10. Wang Xinyu (primo turno)
11. Maddison Inglis (ultimo turno)
12. Kirsten Flipkens (qualificata)

1. Vol'ha Havarcova (ultimo turno)
2. Panna Udvardy (primo turno)
3. Kateryna Kozlova (qualificata)
4. CoCo Vandeweghe (primo turno)
5. Lesley Pattinama Kerkhove (ultimo turno)
6. Arina Rodionova (primo turno)
7. Anna Kalinskaya (qualificata)
8. Katie Boulter (primo turno)
9. Rebecca Marino (ultimo turno)
10. Grace Min (primo turno)
11. Katarzyna Kawa (ultimo turno)
12. Leonie Küng (primo turno)

## Qualificate
1. Martina Trevisan
2. Elena-Gabriela Ruse
3. Astra Sharma
4. Magdalena Fręch
5. Zarina Diyas
6. Kirsten Flipkens

1. Kateryna Kozlova
2. Anna Kalinskaya
3. Mai Hontama
4. Liang En-shuo
5. Usue Maitane Arconada
6. Alycia Parks

Lucky Loser
- Jasmine Paolini

## Tabellone

### Legenda
| - Q = Qualificato - WC = Wild card - LL = Lucky loser | - ALT = Alternate - SE = Special Exempt - PR = Protected Ranking | - w/o = Walkover - r = Ritirato - d = Squalificato |

### Sezione 1
|  | Primo turno | Primo turno           | Primo turno           | Primo turno | Primo turno |  |  | Ultimo turno | Ultimo turno     | Ultimo turno     | Ultimo turno | Ultimo turno |  |
|  |             |                       |                       |             |             |  |  |              |                  |                  |              |              |  |
|  | 1           | Jasmine Paolini       | Jasmine Paolini       | 6           | 6           |  |  |              |                  |                  |              |              |  |
|  |             | Natalia Vikhlyantseva | Natalia Vikhlyantseva | 1           | 4           |  |  | 1            | Jasmine Paolini  | Jasmine Paolini  | 1            | 3            |  |
|  |             | Tatjana Maria         | Tatjana Maria         | 3           | 1           |  |  | 15           | Kateryna Kozlova | Kateryna Kozlova | 6            | 6            |  |
|  | 15          | Kateryna Kozlova      | Kateryna Kozlova      | 6           | 6           |  |  |              |                  |                  |              |              |  |

### Sezione 2
|  | Primo turno | Primo turno      | Primo turno      | Primo turno | Primo turno |  |  | Ultimo turno | Ultimo turno     | Ultimo turno     | Ultimo turno | Ultimo turno |  |
|  |             |                  |                  |             |             |  |  |              |                  |                  |              |              |  |
|  | 2           | Martina Trevisan | Martina Trevisan | 6           | 6           |  |  |              |                  |                  |              |              |  |
|  |             | Hailey Baptiste  | Hailey Baptiste  | 2           | 4           |  |  | 2            | Martina Trevisan | Martina Trevisan | 6            | 6            |  |
|  | WC          | Reese Brantmeier | Reese Brantmeier | 7           | 6           |  |  | WC           | Reese Brantmeier | Reese Brantmeier | 2            | 1            |  |
|  | 20          | Katie Boulter    | Katie Boulter    | 5           | 2           |  |  |              |                  |                  |              |              |  |

### Sezione 3
|  | Primo turno | Primo turno               | Primo turno         | Primo turno | Primo turno |  |  | Ultimo turno | Ultimo turno              | Ultimo turno              | Ultimo turno | Ultimo turno |  |
|  |             |                           |                     |             |             |  |  |              |                           |                           |              |              |  |
|  | 3           | Elena-Gabriela Ruse       | Elena-Gabriela Ruse | 7           | 6           |  |  |              |                           |                           |              |              |  |
|  | WC          | Ellie Douglas             | Ellie Douglas       | 5           | 3           |  |  | 3            | Elena-Gabriela Ruse       | Elena-Gabriela Ruse       | 3            | 2            |  |
|  |             | Sachia Vickery            | 2                   | 7           | 3           |  |  | 17           | Lesley Pattinama Kerkhove | Lesley Pattinama Kerkhove | 6            | 6            |  |
|  | 17          | Lesley Pattinama Kerkhove | 6                   | 5           | 6           |  |  |              |                           |                           |              |              |  |

### Sezione 4
|  | Primo turno | Primo turno     | Primo turno     | Primo turno | Primo turno |  |  | Ultimo turno | Ultimo turno   | Ultimo turno   | Ultimo turno | Ultimo turno |  |
|  |             |                 |                 |             |             |  |  |              |                |                |              |              |  |
|  | 4           | Astra Sharma    | 4               | 6           | 6           |  |  |              |                |                |              |              |  |
|  | WC          | Elvina Kalieva  | 6               | 2           | 3           |  |  | 4            | Astra Sharma   | Astra Sharma   | 7            | 6            |  |
|  | WC          | Peyton Stearns  | Peyton Stearns  | 6           | 7           |  |  | WC           | Peyton Stearns | Peyton Stearns | 5            | 0            |  |
|  | 16          | CoCo Vandeweghe | CoCo Vandeweghe | 4           | 5           |  |  |              |                |                |              |              |  |

### Sezione 5
|  | Primo turno | Primo turno          | Primo turno          | Primo turno | Primo turno |  |  | Ultimo turno | Ultimo turno    | Ultimo turno | Ultimo turno | Ultimo turno |  |
|  |             |                      |                      |             |             |  |  |              |                 |              |              |              |  |
|  | 4           | Magdalena Fręch      | Magdalena Fręch      | 7           | 6           |  |  |              |                 |              |              |              |  |
|  |             | Lizette Cabrera      | Lizette Cabrera      | 62          | 2           |  |  | 5            | Magdalena Fręch | 6            | 4            | 6            |  |
|  |             | Francesca Di Lorenzo | Francesca Di Lorenzo | 1           | 2           |  |  | 21           | Rebecca Marino  | 3            | 6            | 3            |  |
|  | 21          | Rebecca Marino       | Rebecca Marino       | 6           | 6           |  |  |              |                 |              |              |              |  |

### Sezione 6
|  | Primo turno | Primo turno      | Primo turno  | Primo turno | Primo turno |  |  | Ultimo turno | Ultimo turno     | Ultimo turno     | Ultimo turno | Ultimo turno |  |
|  |             |                  |              |             |             |  |  |              |                  |                  |              |              |  |
|  | 6           | Zarina Diyas     | Zarina Diyas | 6           | 6           |  |  |              |                  |                  |              |              |  |
|  |             | Kurumi Nara      | Kurumi Nara  | 4           | 3           |  |  | 6            | Zarina Diyas     | Zarina Diyas     | 6            | 6            |  |
|  |             | Mayo Hibi        | 2            | 6           | 1           |  |  | 13           | Vol'ha Havarcova | Vol'ha Havarcova | 3            | 3            |  |
|  | 13          | Vol'ha Havarcova | 6            | 3           | 6           |  |  |              |                  |                  |              |              |  |

### Sezione 7
|  | Primo turno | Primo turno     | Primo turno     | Primo turno | Primo turno |  |  | Ultimo turno | Ultimo turno    | Ultimo turno    | Ultimo turno | Ultimo turno |  |
|  |             |                 |                 |             |             |  |  |              |                 |                 |              |              |  |
|  | 7           | Kristína Kučová | Kristína Kučová | 6           | 6           |  |  |              |                 |                 |              |              |  |
|  | PR          | Yuan Yue        | Yuan Yue        | 2           | 1           |  |  | 7            | Kristína Kučová | Kristína Kučová | 3            | 4            |  |
|  |             | Mai Hontama     | Mai Hontama     | 7           | 7           |  |  |              | Mai Hontama     | Mai Hontama     | 6            | 6            |  |
|  | 14          | Panna Udvardy   | Panna Udvardy   | 5           | 5           |  |  |              |                 |                 |              |              |  |

### Sezione 8
|  | Primo turno | Primo turno      | Primo turno     | Primo turno | Primo turno |  |  | Ultimo turno | Ultimo turno    | Ultimo turno    | Ultimo turno | Ultimo turno |  |
|  |             |                  |                 |             |             |  |  |              |                 |                 |              |              |  |
|  | 8           | Viktoriya Tomova | 3               | 0           | r           |  |  |              |                 |                 |              |              |  |
|  | PR          | Priscilla Hon    | 6               | 4           |             |  |  | PR           | Priscilla Hon   | Priscilla Hon   | 3            | 4            |  |
|  |             | Asia Muhammad    | Asia Muhammad   | 1           | 2           |  |  | 19           | Anna Kalinskaya | Anna Kalinskaya | 6            | 7            |  |
|  | 19          | Anna Kalinskaya  | Anna Kalinskaya | 6           | 6           |  |  |              |                 |                 |              |              |  |

### Sezione 9
|  | Primo turno | Primo turno           | Primo turno           | Primo turno | Primo turno |  |  | Ultimo turno | Ultimo turno          | Ultimo turno | Ultimo turno | Ultimo turno |  |
|  |             |                       |                       |             |             |  |  |              |                       |              |              |              |  |
|  | 9           | Beatriz Haddad Maia   | Beatriz Haddad Maia   | 6           | 6           |  |  |              |                       |              |              |              |  |
|  |             | Lucrezia Stefanini    | Lucrezia Stefanini    | 4           | 1           |  |  | 9            | Beatriz Haddad Maia   | 6            | 4            | 0            |  |
|  | WC          | Usue Maitane Arconada | Usue Maitane Arconada | 6           | 6           |  |  | WC           | Usue Maitane Arconada | 4            | 6            | 6            |  |
|  | 18          | Arina Rodionova       | Arina Rodionova       | 3           | 0           |  |  |              |                       |              |              |              |  |

### Sezione 10
|  | Primo turno | Primo turno       | Primo turno       | Primo turno | Primo turno |  |  | Ultimo turno | Ultimo turno      | Ultimo turno | Ultimo turno | Ultimo turno |  |
|  |             |                   |                   |             |             |  |  |              |                   |              |              |              |  |
|  | 10          | Wang Xinyu        | 64                | 6           | 4           |  |  |              |                   |              |              |              |  |
|  | PR          | Liang En-shuo     | 7                 | 3           | 6           |  |  | PR           | Liang En-shuo     | 6            | 62           | 6            |  |
|  |             | Caroline Dolehide | Caroline Dolehide | 7           | 6           |  |  |              | Caroline Dolehide | 4            | 7            | 3            |  |
|  | 22          | Grace Min         | Grace Min         | 5           | 1           |  |  |              |                   |              |              |              |  |

### Sezione 11
|  | Primo turno | Primo turno      | Primo turno      | Primo turno | Primo turno |  |  | Ultimo turno | Ultimo turno    | Ultimo turno    | Ultimo turno | Ultimo turno |  |
|  |             |                  |                  |             |             |  |  |              |                 |                 |              |              |  |
|  | 11          | Maddison Inglis  | Maddison Inglis  | 7           | 6           |  |  |              |                 |                 |              |              |  |
|  |             | Mariam Bolkvadze | Mariam Bolkvadze | 62          | 2           |  |  | 11           | Maddison Inglis | Maddison Inglis | 3            | 4            |  |
|  |             | Alycia Parks     | 64               | 6           | 7           |  |  |              | Alycia Parks    | Alycia Parks    | 6            | 6            |  |
|  | 24          | Leonie Küng      | 7                | 1           | 6(1)        |  |  |              |                 |                 |              |              |  |

### Sezione 12
|  | Primo turno | Primo turno      | Primo turno     | Primo turno | Primo turno |  |  | Ultimo turno | Ultimo turno     | Ultimo turno | Ultimo turno | Ultimo turno |  |
|  |             |                  |                 |             |             |  |  |              |                  |              |              |              |  |
|  | 12          | Kirsten Flipkens | 5               | 7           | 6           |  |  |              |                  |              |              |              |  |
|  | WC          | Theadora Rabman  | 7               | 63          | 1           |  |  | 12           | Kirsten Flipkens | 2            | 6            | 6            |  |
|  |             | Paula Ormaechea  | Paula Ormaechea | 3           | 1           |  |  | 23           | Katarzyna Kawa   | 6            | 2            | 3            |  |
|  | 23          | Katarzyna Kawa   | Katarzyna Kawa  | 6           | 6           |  |  |              |                  |              |              |              |  |